# Trosia
Trosia är ett släkte av fjärilar. Trosia ingår i familjen Megalopygidae.

## Bildgalleri

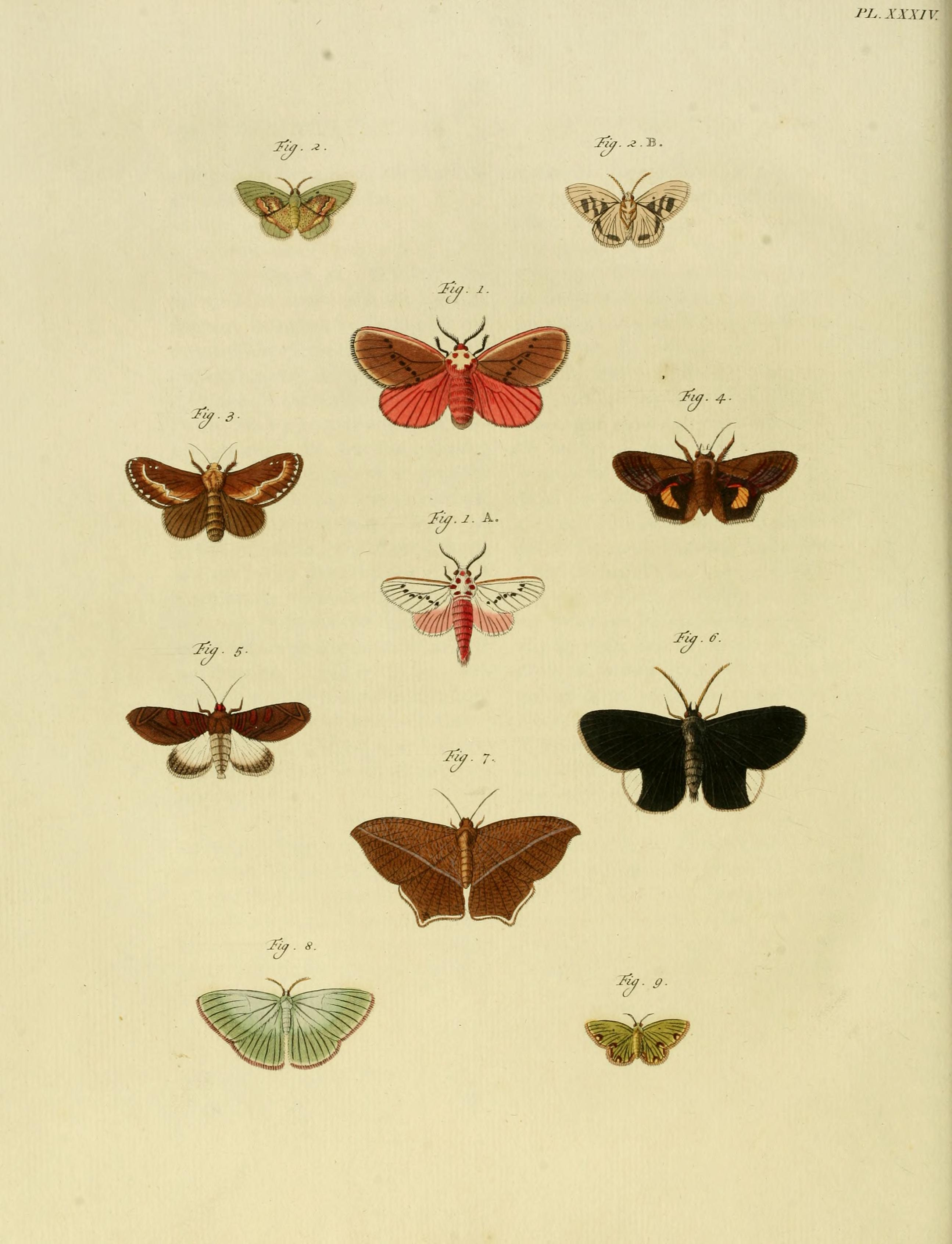
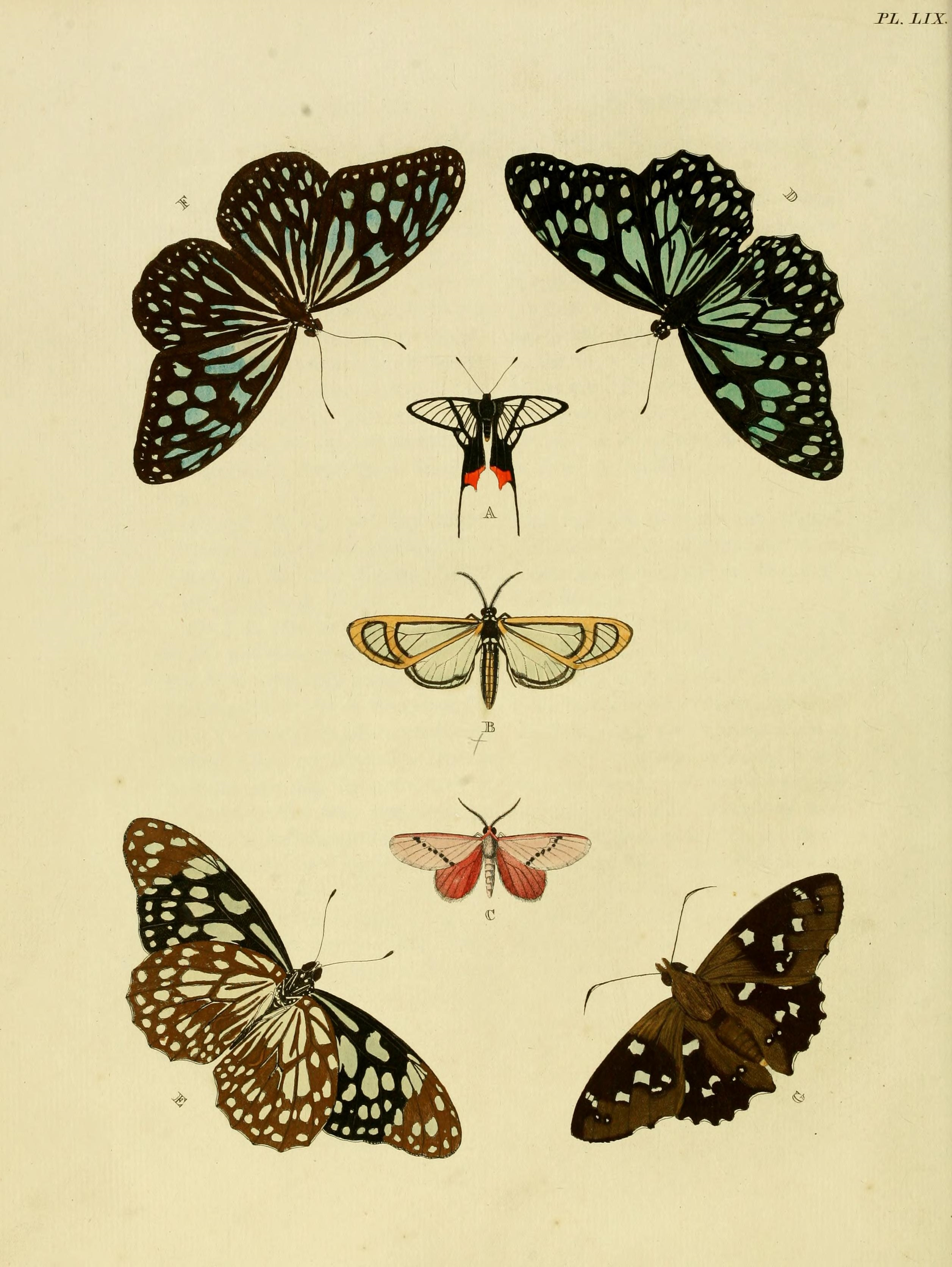

## Dottertaxa tillTrosia, i alfabetisk ordning[1]
- Trosia acea
- Trosia albida
- Trosia amala
- Trosia amarilla
- Trosia anax
- Trosia bicolor
- Trosia circumcincta
- Trosia darca
- Trosia dimas
- Trosia donckieri
- Trosia fallax
- Trosia flava
- Trosia flavida
- Trosia fumosa
- Trosia incostata
- Trosia languciata
- Trosia metaleuca
- Trosia misda
- Trosia nigra
- Trosia nigropuncta
- Trosia nigropunctigera
- Trosia obsolescens
- Trosia obusta
- Trosia ochracea
- Trosia pellucida
- Trosia pulla
- Trosia punctigera
- Trosia roseipuncta
- Trosia rosita
- Trosia rufa
- Trosia semirufa
- Trosia tolimata
- Trosia tricolora
- Trosia xinga
- Trosia zernyi
- Trosia zikani